# Guntauninkų miškas
Guntauninkų miškas este o arie protejată (arie specială de conservare — SAC, sit de importanță comunitară — SCI) din Lituania întinsă pe o suprafață de 1.594 ha, integral pe uscat.

## Localizare
Centrul sitului Guntauninkų miškas este situat la coordonatele 55°14′07″N 26°37′33″E / 55.2353°N 26.6258°E.

## Înființare
Situl Guntauninkų miškas a fost declarat sit de importanță comunitară în martie 2009 pentru a proteja 3 specii de animale. Situl a fost protejat și ca arie specială de conservare în august 2020.

## Biodiversitate
Situată în ecoregiunea boreală, aria protejată conține 4 habitate naturale: Taiga vestică, Păduri fino-scandinave bogate în ierburi cu Picea abies, Păduri caducifoliate de mlaștină fino-scandinave, Mlaștini împădurite.
La baza desemnării sitului se află mai multe specii protejate:
- amfibieni (2): buhai de baltă cu burta roșie (Bombina bombina), triton cu creastă (Triturus cristatus)
- nevertebrate (1): Boros schneideri

Pe lângă speciile protejate, pe teritoriul sitului au mai fost identificate 8 specii de păsări, 1 specie de mamifere.